# Madame de Mauves
Madame de Mauves (titre original : Madame de Mauves) est un roman court d'Henry James, paru dans The Galaxy, février/mars 1874, et repris l’année suivante dans le recueil A Passionate Pilgrim, and Other Tales chez Osgood, à Boston.
Cette œuvre de jeunesse est marquée, comme d'autres textes de cette période, par l'influence d'Honoré de Balzac sur Henry James.

## Résumé
Après avoir été présenté lors d’une réunion mondaine à Euphémia de Mauves, épouse de l’aimable, mais cynique Comte Richard de Mauves, Longmore, un jeune célibataire américain, se voit encouragé par le mari à développer une intrigue amoureuse avec sa femme.  Le jeune homme se refuse à envisager de donner suite à cette étrange proposition, jusqu’à ce que, peu après, dans un café parisien, il croise le Comte de Mauves, accompagné de sa maîtresse. Longmore est alors tourmenté à l’idée d’entreprendre ce qui lui paraît dès lors possible. Il revoit Madame de Mauves et lui fait comprendre combien elle compte pour lui, mais ne reçoit un accueil glacial et s’empêche de céder à la tentation de poursuivre ses assiduités. Il finit par retourner en Amérique.
Deux ans plus tard, Richard de Mauves se suicide après que son épouse eut découvert ses infidélités. Au cours de la dispute, elle lui a souligné que la fidélité est la seule ligne de conduite envisageable dans le mariage et, en dépit du repentir de son mari, lui a annoncé vouloir le quitter.  Maintenant, Madame de Mauves est libre, mais Longmore hésite pourtant à retourner en France lui faire sa cour.

## Traductions françaises
- Madame de Mauves (suivi de Gabrielle de Bergerac), traduit par Robert Davreu, Paris, Éditions Robert Laffont, coll. « Classiques Pavillons », 1986 ; réédition, Paris, Éditions du Seuil, coll. « Points. Romans » no 506, 1992
- Madame de Mauves, traduit par Jean Pavans, dans Nouvelles complètes, tome I, Paris, Éditions de la Différence, 1990 ; réédition dans Le Siège de Londres et autres nouvelles (Madame de Mauves est précédée par Le Siège de Londres et suivie par Lady Barberina), Paris, Payot et Rivages, coll. « Rivages poche » no 485, 2005 ; réédition dans La Maîtresse de M. Briseux, et sept autres nouvelles, Paris, La Différence, coll. « Minos », 2010
- Madame de Mauves, traduit par Philippe Jaudel, dans Nouvelles complètes, tome I, Paris, Éditions Gallimard, coll. « Bibliothèque de la Pléiade », 2003